# Federico Raimo
Federico Raimo (Aosta, 13 novembre 1986) è un ex snowboarder italiano.

## Biografia
Nato ad Aosta nel 1986, debutta in Coppa del Mondo a 16 anni, il 29 gennaio 2003 a San Candido, nello snowboard cross, sua specialità.
L'anno successivo arriva 11º nello snowboard cross ai Mondiali juniores di Oberwiesenthal, in Germania. Nella stessa specialità, nel 2005, a Zermatt, in Svizzera, è 18º, mentre nel 2006, a Vivaldi Park, in Corea del Sud, vince l'argento, arrivando dietro soltanto al norvegese Øystein Wallin.
A 23 anni partecipa ai Giochi olimpici di Vancouver 2010, nello snowboard cross, passando il turno di qualificazione con il 19º tempo, 1'23"16, ma uscendo agli ottavi di finale, dove arriva 4º (passavano i primi 2).
L'anno successivo vince un bronzo nello snowboard cross all'Universiade invernale di Erzurum, in Turchia, chiudendo dietro al tedesco Konstantin Schad e al connazionale Omar Visintin. Nella stessa competizione arriva 32º nello slalom gigante parallelo.
Termina la carriera nel 2017, a 30 anni, con una medaglia ai Mondiali juniores e una all'Universiade.

## Palmarès

### Mondiali juniores
- 1 medaglia:
  - 1 argento (snowboard cross a Vivaldi Park 2006)

### Universiadi
- 1 medaglia:
  - 1 bronzo (snowboard cross a Erzurum 2011)

### Coppa del Mondo
- Miglior piazzamento nella Coppa del Mondo di snowboard cross: 34º nel 2009